# دهستان شیرین‌دره
شیرین دره، دهستانی است از توابع بخش مرکزی شهرستان قوچان در استان خراسان رضوی ایران.

## جمعیت
این دهستان بر اساس سرشماری سال ۱۳۸۵ جمعیتش (۳٬۸۳۲خانوار) برابر با ۱۵٬۸۹۸نفر
بوده‌است.